# Saint-Pierre, Saint Pierre og Miquelon
Saint-Pierre er hovedstaden i det franske oversøiske forvaltningsområde Saint Pierre og Miquelon, beliggende ud for Newfoundlands kyst i Canada. Saint-Pierre den mest befolket af de to kommuner der udgør Saint Pierre og Miquelon.

## Geografi
Kommunen Saint-Pierre består af øen Saint-Pierre og flere nærliggende mindre øer, såsom L'Île-aux-Marins. Selvom byen indeholder næsten 90% af indbyggerne i Saint Pierre og Miquelon, er kommunen Saint-Pierre betydeligt mindre end kommune Miquelon-Langlade, som ligger i nordvest på Miquelon.
Hovedbosætningen og det kommunale sæde ligger på den nordlige side af en havn kaldet Barachois, der vender mod Atlanterhavet, på Saint-Pierre-øens østkyst. Havnenes mund beskyttes af en lille økæde.

## Historie
St. Pierre var en base, der blev brugt af Al Capone til at transportere alkohol fra Canada til USA under Spiritusforbuddet.
Indtil 1945 eksisterede der en tredje kommune i Saint Pierre og Miquelon: L'Île-aux-Marins. Kommunen L'Île-aux-Marins blev annekteret af kommunen Saint-Pierre i 1945.

## Demografi
Befolkningstallet i Saint-Pierre ved den lokale folketælling i 2006 var 5.888, mange er af baskisk, bretonsk, normandisk eller acadisk afstamning. Alle indbyggere i kommunen bor på øen Saint Pierre.

## Administration
Kommunen ledes af en borgmester og et byråd.

## Vartegn
Tæt på havnenes centrum ligger Posthuset og Toldhuset, og bag det ligger General Charles de Gaulle-pladsen, byens centrum.

Andre fremtrædende vartegn i Saint-Pierre omfatter katedralen, nord for Charles de Gaulle-pladsen, ombygget i begyndelsen af det tyvende århundrede efter en stor ild og Pointe aux Canons-fyrtårnet ved havnenes munding. Længere nordpå, tæt på byens tidligere hospital, er Fronton Zazpiak Bat - en arena for den traditionelle baskiske sport pelota. 
- General Charles de Gaulle Square
- Katedralen i Saint-Pierre
- Pointe aux Canons fyr i Saint Pierre
- Fronton Zazpiak Bat arena i Saint-Pierre

## Service
Hospitalier François Dunan (åbnet 2011  ) er det eneste hospital i St. Pierre et Miquelon med yderligere sundhedsbehov ved pensionatet hos Maison de Retraite Eglantine.

## Transport
Saint-Pierre Lufthavn, den internationale lufthavn for Saint-Pierre og Miquelon, ligger syd for Saint Pierre-bosættelsen og betjenes af Air Saint-Pierre med flyvninger til Miquelon Airport, fem canadiske lufthavne og sæsonbetjening til Paris, Frankrig.

## Venskabsbyer
Saint-Pierre er venskabsby med  Port-en-Bessin-Huppain i Frankrig siden 1976.